# That’s What I Think
«That’s What I Think» (с англ. — «Вот что я думаю») — второй сингл с четвёртого альбома Синди Лопер Hat Full of Stars.

## Информация о сингле
That’s What I Think написана Синди Лопер в сотрудничестве с Робом Хайманом и Эриком Базилианом, которые совместно с ней написали ещё четыре трека с альбома Hat Full of Stars.
В песне рассказывается о проблемах людей и мира в целом. Видеоклип на песню сняла сама Синди Лопер. В нём она танцует на сцене вместе с группой музыкантов, также показана панорама пригородов. В начале клипа люди отвечали на вопрос, что означает музыка в их жизни.
На песню было сделано множество ремиксов, что позволило синглу занять 14 место в танцевальном чарте Биллборда.
В 1996 году американский певец Томми Пейдж записал кавер-версию песни и включил её в свой альбом Loving You.

## Чарты
| Страна         | Позиция в чарте |
| -------------- | --------------- |
| Великобритания | 31              |
| Чили           | 29              |